# Dumnagual II de Strathclyde
Dumnagual ou Dyfnwal II de Strathclyde a été roi des Bretons de Strathclyde et est mort en 694.

## Origine
Bien qu'il soit à priori un fils d'Eugein Ier de Strathclyde, ce roi ne figure par dans la généalogie reprise dans le manuscrit Harleian MS 3859. Par contre les Annales d'Ulster relèvent sa mort sous le nom de : « Domnall mac Hoan, roi d'Ail Cluaithe ». Il a pour successeur son neveu Beli 

## Règne
Dumnagual II est chronologiquement sans doute, le roi des « Bretons » mentionnés par les Annales de Tigernach qui en 678 en guerre contre Ferchar Fota massacrent les membres Cenél Loáirn en Tiriu (île de Tiree dans les Hébrides intérieures du sud) « i.e Ferchar Fota contre les Bretons qui sont victorieux »  et qui interviennent quatre ans plus tard en 682 jusqu'en Antrim où ils tuent Cathassach mac Máele Cáich, des Uí Chóelbad roi de Dál nAraidi, après avoir pris sa capital de Raith Mor.
Les forces du royaume de Strathclyde semblent agir comme les alliées du puissant roi des Pictes Bridei mac Bili, lui-même issu par son père de la dynastie des rois de Strathclyde, qui établit alors sa suprématie dans le nord avant d'affronter la Northumbrie.